# C16H26O4
化学式C16H26O4（摩尔质量：282.38 g/mol）可能指：
- 烟曲霉醇，CAS号：108102-51-8
- 1,4-癸二醇二丙烯酸酯，CAS号：13048-34-5
- 对苯二甲醛缩四乙醇，CAS号：20635-30-7

|  | 这个同类索引页列出了具有相同分子式的化学物（即同分異構體）条目。 除非您是有意链接至本页，否则应将相应条目的内部链接指向正确的条目。 |